# Teófilo Otoni
Teófilo Otoni est une ville brésilienne de l'est de l'État du Minas Gerais. Sa population était estimée à 140 067 habitants en 2013. La municipalité s'étend sur 3 243 km2. Le commerce des pierres précieuses représente une bonne partie de son économie.

## Maires
| Période | Période | Identité            | Étiquette | Qualité |
| ------- | ------- | ------------------- | --------- | ------- |
| 2009    | 2012    | Maria José Haueisen | PT        |         |

## Personnalité liée à la ville
Le joueur de football Fred, ancien avant-centre de l'Olympique lyonnais et actuellement au club de Fluminense, y est né.